# Miltogramma turkmenica
Miltogramma turkmenica är en tvåvingeart som beskrevs av Boris Borisovitsch Rohdendorf 1935. Miltogramma turkmenica ingår i släktet Miltogramma och familjen köttflugor.
Artens utbredningsområde är Turkmenistan. Inga underarter finns listade i Catalogue of Life.